# Maserati
A Maserati é uma tradicional fabricante de automóveis italiana fundada em Bolonha.

## História

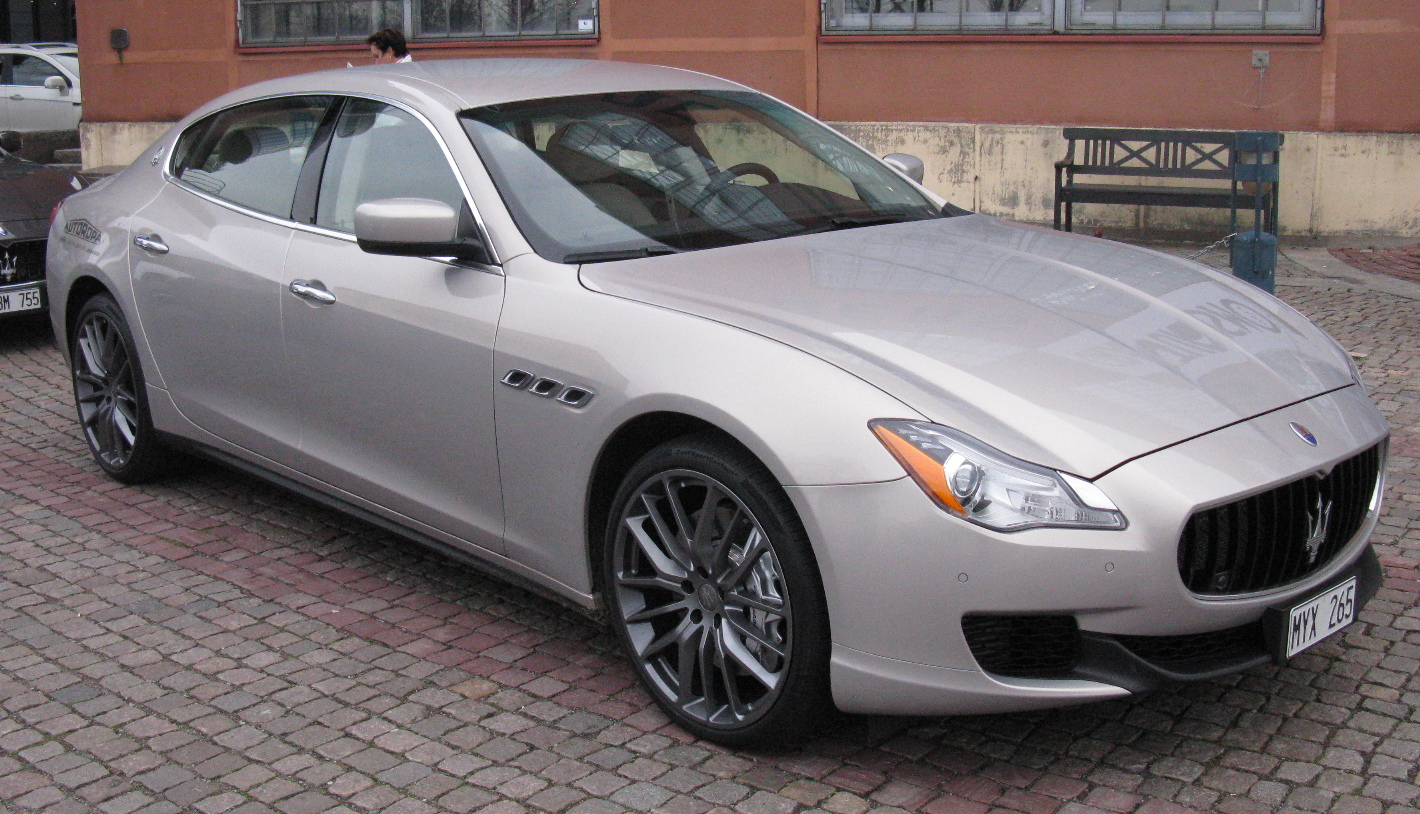
Maserati Quattroporte 2018

A marca foi fundada em 1º de dezembro de 1914 por Alfieri Maserati com o objetivo de desenvolver carros, e especialmente motores, além de produzir velas de ignição. O logotipo do tridente, que identifica os carros Maserati até hoje, foi desenhado por Mario Maserati, o único artista dos quatro irmãos, inspirado na estátua de Netuno de Giambologna, localizada numa das praças mais importantes de Bologna.
Nos anos 20, a Maserati entrou no ramo dos desportos motorizados, lançando seu primeiro carro de corrida, o Tipo 26.

### Nova Fase com a Ferrari

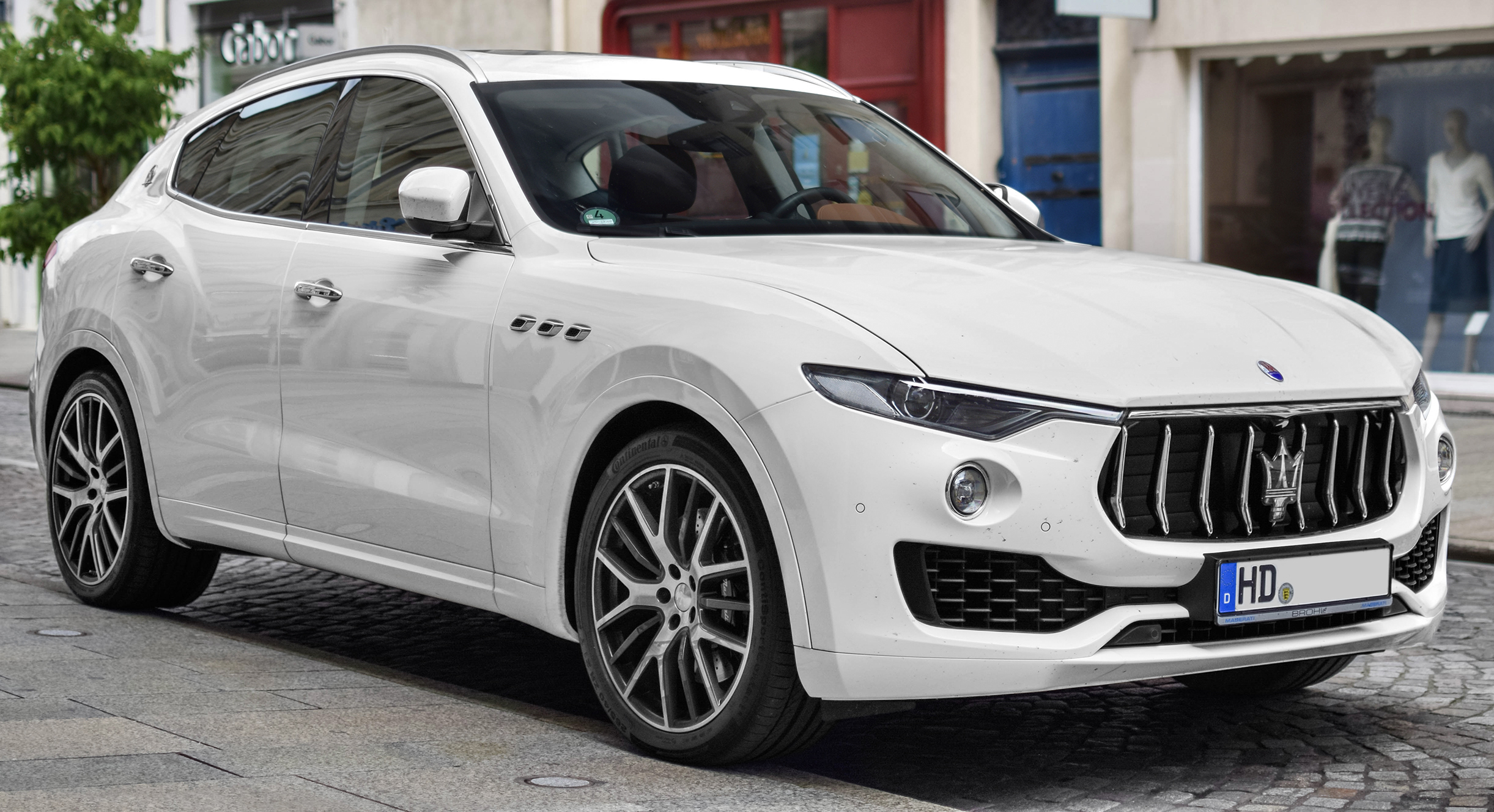
Maserati Levante.

Em 1997, a Ferrari comprou 50% da Maserati e assumiu seu controle operacional. Teve início a renovação da fábrica, sob o comando de Luca di Montezemolo, de onde saíram o Quattroporte Evoluzione, uma nova versão do sedã de luxo Quattroporte, e o 3200 GT Coupé, o primeiro produto da Maserati em sua nova fase. Em 1999 a Ferrari SpA assume totalmente o comando da Maserati e parte para uma revolucionária inovação da fábrica, não só em termos operacionais, tais como prédios, departamentos, maquinários, tecnologia e infra estrutura, mas também em termos pessoais, buscando formar uma equipe motivada de profissionais altamente competentes, investindo em tecnologia, engenharia, design, marketing, vendas, pós vendas e principalmente inovando seus produtos.
O primeiro passo foi consolidar a marca e os produtos Maserati nos mercados europeu, asiático e latino-americano, onde iniciou um árduo trabalho de reposicionamento da marca, que mesmo sendo tradicional, havia caído no esquecimento ou senão, havia se desgastado com o tempo devido aos períodos conturbados de sua história.
Vencida esta primeira batalha no ano de 2000, a Maserati partiu para a conquista do mercado norte-americano, um desafio emocionante, visto que a marca havia se retirado deste potencial mercado havia cerca de dez anos. Sob o comando e experiência de Luca di Montezemolo, então Presidente do Grupo unificado, a Maserati inicia a retomada do mercado dos EUA fazendo uma verdadeira revolução em seus conceitos: a construção da Maserati North America, com novo posicionamento da marca, jovialidade da equipe, altos investimentos em marketing comunicação, tecnologia, design e releitura dos seus produtos, especialmente voltados para atingir em cheio o alvo e sob medida para o exigente consumidor norte-americano.
Desse desafio nascem da fábrica de Modena dois novos modelos absolutamente exuberantes, e graças a esse mesmo desafio o mundo dos esportivos de luxo é brindado com as novas Maserati Spyder, conversível e Coupé, com motor em alumínio e câmbio tipo F1, trazendo toda a tecnologia e know how da Ferrari de F1 ao conforto luxuoso das novas máquinas.
Em 2004 foi apresentada a Nova Quattroporte versão V, projetada por Pininfarina, seguida em 2007, também com a colaboração da Pininfarina, pela Granturisimo.

## A Maserati entra no grupo FCA por causa da saída da Ferrari[9]
Em 2015 a Ferrari desassociou da FCA e o CEO Sergio Marchionne precisa desesperadamente de outra montadora de luxo para preencher o “vazio” deixado pela marca de Maranello. A Maserati estaria na mira do executivo.
Marchionne acredita que a Maserati possa desempenhar um papel semelhante ao da Ferrari, mas pretende ainda adicionar dois novos modelos à gama da marca, que seriam um cupê e um utilitário. A rede de concessionárias também irá se expandir nos Estados Unidos.A reputação da marca por lá, aliás, é boa, mas a concorrência é pesada: Mercedes-Benz, BMW, Audi e Lexus estão estabelecidas há tempos no mercado.
Em 2019 a FCA faz uma fusão de administração da Alfa Romeo com isso e a falta de nicho da marca fez a Maserati cair o número de vendas expressiva durante os anos de 2018 e 2019.
De acordo com a Autocar, a FCA irá remanejará o comando da Maserati. Por alguns anos, ela foi regida em conjunto com a Alfa Romeo, o que criou uma sensação de que a fabricante havia se tornado uma marca de volume, algo que jamais foi o objetivo da Maserati. Com Jean-Philippe Leloup, com passagem pela Ferrari, como novo responsável pelo recém-criado departamento Maserati Commercial, a marca deve voltar a ter brilho próprio.